# حدود اللغويات
حدود في الأفعال في علم اللغة، الحدود هي سمة دلالية تتعلق بفهم الحدود المرجعية لعنصر معجمي. وفي الأساس، تعتبر الكلمات التي تحدد الترسيم الزمني للإشارة إلى حد معين، في حين تعتبر الكلمات التي تسمح بإحالة قابلة للتفسير غير محدودة. يعتمد هذا التمييز أيضاً على قابلية الفصل بين العنصر المعجمي في القطاعات أو الطبقات المتميزة. على الرغم من أن هذه الميزة غالباً ما يميز العد في الأسماء والجانب في الأفعال، فإنه ينطبق بشكل عام على أي فئة النحويه.

## حدود في الأفعال
بالنسبة للأفعال، تعبر بعض الجوانب النحوية عن الحدود.
الحدود هي سمة من الجوانب المثالية مثل أواريست اليونانية القديمة وبريتريت الإسبانية. يعبر الماضي البسيط للغة الإنجليزية عادة عن حدث محدد ("اكتشفت ذلك")، ولكنه أحياناً يعبر عن شتيفي ("كنت أعرف").
الجانب المثالي غالبا ما يتضمن تباين سياقي مشابه لجانب أو فعل غير انفعالي، ويعبر عن بداية الحالة.

## حدود في الأسماء
ولكي يكون اسم ما مقيداً بالدلالات، يجب أن يكون لصنفه المرجعي، سواء كان ملموساً أو مجرداً، حدوداً محددة بوضوح لمدى ومضمون ما يشمله. ترتبط الأسماء الهيكلية، المقيدة وغير المقيدة بعدد من المعايير الوصفية. والمعيار الأول هو التجانس الداخلي؛ في حين أن المرجعية من الأسماء يحدها يمكن أن تتألف من شرائح متميزة، اسم غير حدود عادة يشير إلى شيء الذي يعتبر فسحة متماسكة. والمعايير التالية هي المفاهيم المترابطة لقابلية التمدد والتكرار. ولأن الأسماء غير المنضمة تشير إلى المرجعيات المتجانسة داخلياً، يمكن تحليل أي جزء من المرجعية الموسعة كمثيل لذلك الأسماء. وعلاوة على ذلك، فإن أي إزالة للفسحة لا تغير من انطباق الأسماء على مرجعها. هذه الصفات اثنين ليست ممكنة من الأسماء يحدها.
لاحظ أن الحدود في الأسماء لا ينبغي اعتبارها مرادفة للإحصاء.  وبدلاً من ذلك، فإن الحدود هي تمييز دلالة كامن يحفز على العد.